# Folklorni ansambl Zagreb-Markovac
Folklorni ansambl »Zagreb-Markovac« (skr. FAZM ili FA Zagreb-Markovac) je folklorno društvo u Zagrebu, član ZAFAZ-a. Nastao je spajanjem dvaju folklornih ansambala, FA »Pavao Markovac« i KUD-a »Zagreb«, nastavljajući tako neprekinutu kulturno-umjetničku folklornu djelatnost od 1945. godine. Sudionik je brojnih međunarodnih festivala te je održao niz samostalnih koncerata u Italiji, Austriji, Njemačkoj, Španjolskoj, Turskoj, Francuskoj, Nizozemskoj, Portugalu i Mađarskoj, a najveći uspjeh postigao je 1996. godine u Poljskoj, osvojivši Grand prix na međunarodnomu festivalu u Zywiecu kraj Krakowa.

## Ustroj i djelatnost
Društvo danas čini šest sekcija:
- Folklorni ansambl (A- i B-skupina)
- Veteranska folklorna skupina
- Muški zbor »Puleni«
- Dječja folklorna skupina »Srčeka«
- Gajdaški orkestar »Rožnjak«
- Koncertni tamburaški orkestar[5][6]

Ansambl danas na repertoaru ima preko 65 „živućih“ koreografija iz gotovo svih dijelova Hrvatske: Slavonije, Baranje, Međimurja, Podravine, Posavine, Bilogore, Banovine, Žumberka, Prigorja, Karlovačkoga Pokuplja, Hrvatskoga zagorja, Istre, Donjega Jelenja, Like, otoka Paga, Ražanca, Trogira, Primoštena, Dubrovnika. Nadalje, ansambl na svojemu repertoaru ima i raznovrsne koreografije Hrvata izvan Hrvatske (iz Vojvodine - Bunjevački plesovi, Bosanske Posavine, Rame, Lašvanske doline, Hercegovine, Gradišća). U prosjeku godišnje postavlja jednu do dvije nove koreografije. Pored toga, uz velik broj koreografija, Ansambl izvodi i nemali broj vokalno-instrumentalnih djela, od kojih je i veliki broj hrvatskih tradicijskih pjesama.
U svom radu Ansambl surađuje s brojnim, istaknutim etnolozima, koreolozima, koreografima kako bi scenska primjena folklora imala znanstvenu osnovu i temeljila se na izvornom plesu, glazbi i običajima. Među brojnim suradnicima s kojima je Ansambl najviše surađivao ističu se Ivan Ivančan, dugogodišnji mentor Ansambla, prof. Andrija Ivančan, Gordan Vrankovečki, Miroslav Šilić, Zvonimir Ljevaković, Gordana i Zlatko Potočnik, Ivan Ivančan ml., Marijan Makar, Vladimir Kuraja, Božo Potočnik, Branko Šegović, Siniša Leopold i Mojmir Golemac.
Tamburaške orkestre vode Zoran Gojmerac i Mario Tuđina. A-ekipu ansambla pretežno čine studenti.
Koncertom „Oko škrinje nevistine” u Dvorani Vatroslava Lisinskog u Zagrebu 14. lipnja 2015. ansambl je obilježio 70. godišnjicu rada.
Koncertom „Kad zaigram baš mi je po ćudi” u Hrvatskome narodnom kazalištu u Zagrebu 17. svibnja 2025. ansambl je obilježio 80. godišnjicu umjetničkog djelovanja.

## Odjeci
O radu ansambla snimljen je dokumentarni film Bitno je da priča ide dalje, u kojemu se kroz audicije, probe, koncerte i putovanja prikazuje djelovanje FAZM-a iza i izvan scene. Film je sniman tri godine, a u cjelinu su ga objedinili Andrej Hanžek i Siniša Škokić sa suradnicima.
Album tradicijske glazbe Croatian folklore gold Zorana Jakunića – Kize ostvaren u suradnji udruge »CAKA« i FAZM-a. CD sadrži 13 pjesama (10 instrumentalnih i 3 vokalne) koje obrađuju tradicijske glazbene motive i napjeve iz okolice Grada Zagreba, ali i čitave Hrvatske: od Podunavlja i Slavonije, preko Posavine, Turopolja i Zagorja sve do dalmatinskih otoka. Predložen je za Porina u kategoriji najboljega albuma folklorne glazbe.

## Diskografija
- Snovi, priče i sjećanja (DVD, snimka koncerta, 2010.)
- Bitno je da priča ide dalje (DVD, dokumentarni film, 2011.)[18]
- Ajde dida, ženi sina (DVD, 2011.)
- Oko škrinje nevistine (DVD, snimka koncerta, 2015.)
- Croatian folklore gold (CD, glazbeni album, 2018.)

Izvor: FA Zagreb-Markovac

## Nagrade
(nepotpun popis)
- Grand prix na festivalu u Zywiecu (1996.)
- 3. mjesto na XIX. Festivalu folklorne koreografije u Đurđevcu za koreografiju »Međimurska gibanica« (2023.)[20]